# The Gondoliers

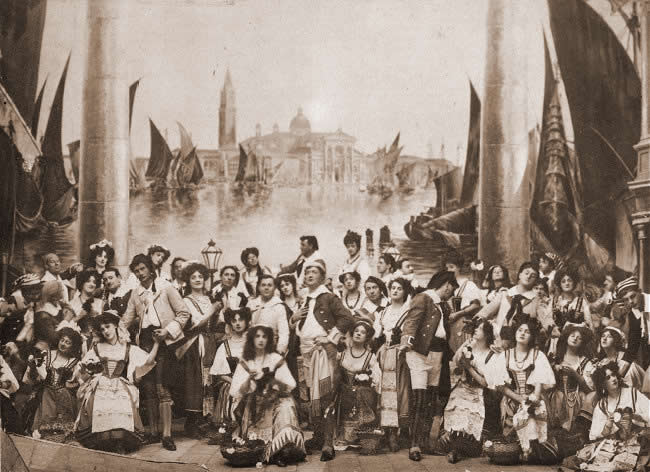
Photographie des acteurs et actrices dans le décors de l'acte I de la production D'Oyly Carte de 1907 au Théâtre Savoy.

The Gondoliers (ou Le Roi de Barataria) est un opéra d'Arthur Sullivan sur un livret de William S. Gilbert. Il a été créé au Théâtre Savoy le 7 décembre 1889 et a connu un grand succès avec 554 représentations, faisant de lui le cinquième opéra le plus joué de l'histoire), dont la dernière a été jouée le 30 juin 1891. Il s'agit de la douzième collaboration d'opéra-comique sur quatorze du duoGilbert et Sullivan.
L'histoire de l'opéra concerne la jeune épouse de l'héritier du trône du royaume fictif de Barataria qui arrive à Venise pour rejoindre son mari. Il s'avère cependant qu'il ne peut être identifié, puisqu'il a été confié aux soins d'un gondolier ivre qui a confondu le prince avec son propre fils. Pour compliquer les choses, le roi de Barataria vient d'être tué. Les deux jeunes gondoliers doivent désormais diriger conjointement le royaume jusqu'à ce que la nourrice du prince puisse être amenée à déterminer lequel d'entre eux est le roi légitime. De plus, lorsque la jeune reine arrive réclamer son mari, elle découvre que les deux gondoliers ont tous deux récemment épousé des filles locales. Un dernier facteur qui complique la situation est qu'elle est elle-même amoureuse d'un autre homme.
Les Gondoliers furent le dernier grand succès de Gilbert et Sullivan. Dans cet opéra, Gilbert revient à la satire des distinctions de classe qui figurait dans plusieurs de ses premiers livrets. Le livret reflète également la fascination de Gilbert pour le « Stock Company Act », soulignant la convergence absurde des personnes physiques et morales, qui joue un rôle encore plus important dans le prochain opéra, Utopia Limited . Comme dans plusieurs de leurs opéras précédents, en situant l'œuvre confortablement loin de l'Angleterre, Gilbert s'est enhardi à adresser des critiques plus acerbes à l'encontre de la noblesse et de l'institution de la monarchie elle-même.

## Contexte

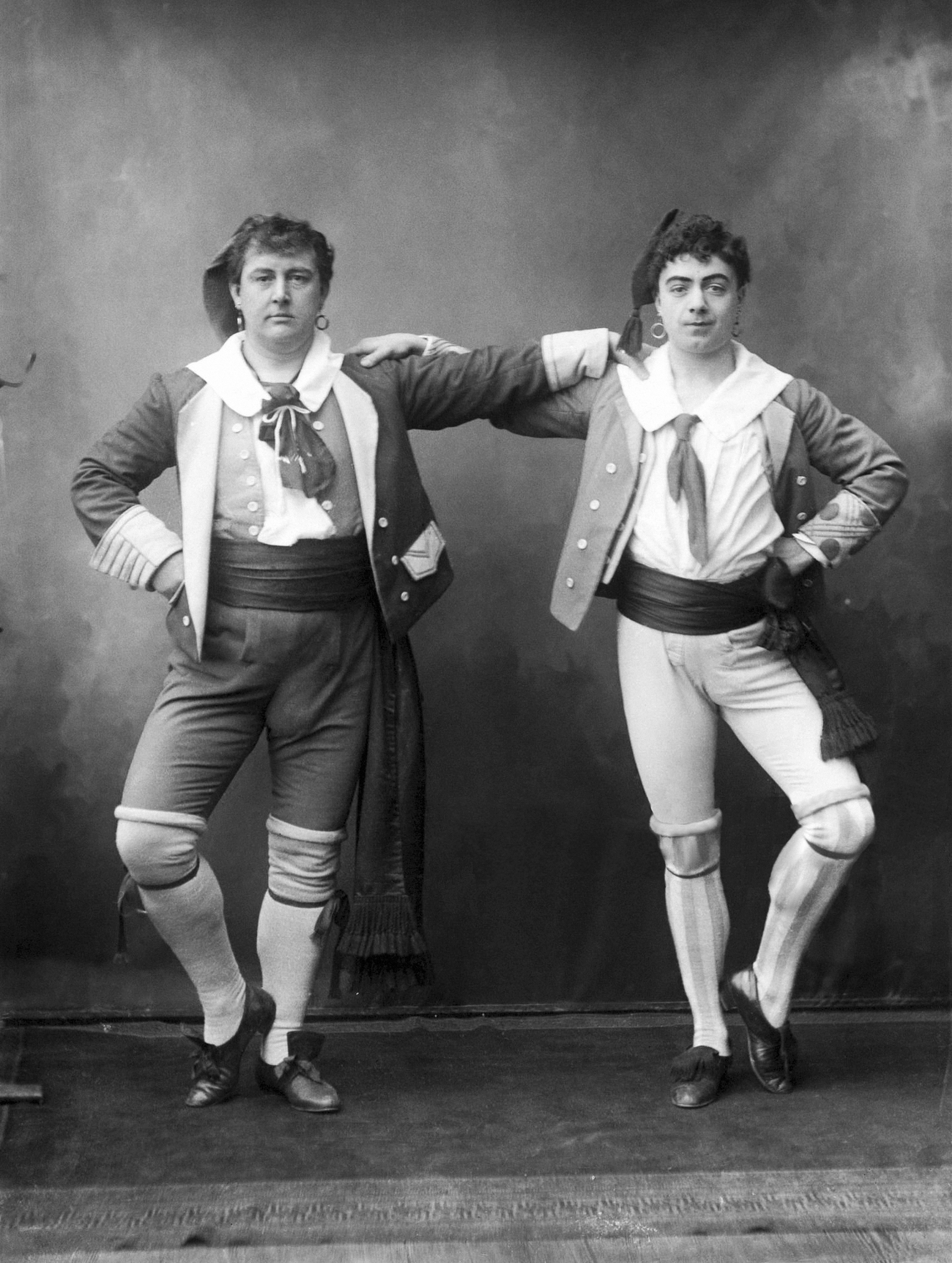
Barrington et Pounds en tant que Giuseppe et Marco

Les Gondoliers furent précédés par la plus sérieuse des collaborations de Gilbert et Sullivan, The Yeomen of the Guard. Le 9 janvier 1889, trois mois après le début des quatorze mois de diffusion de cet opéra, Sullivan informe le librettiste qu'il « [veut] faire une œuvre dramatique à une plus grande échelle musicale », qu'il « souhaite se débarrasser du rythme fortement marqué et des couplés rimés, et avoir des mots qui auraient une chance de développer des effets musicaux ». Gilbert a fortement conseillé que le partenariat continue sur son ancien chemin :

« I have thought carefully over your letter, and while I quite understand and sympathize with your desire to write what, for want of a better term, I suppose we must call 'grand opera,' I cannot believe that it would succeed either at the Savoy or at Carte's new theatre.... Moreover, to speak from my own selfish point of view, such an opera would afford me no chance of doing what I best do – the librettist of a grand opera is always swamped in the composer. Anybody – Hersee, Farnie, Reece – can write a good libretto for such a purpose; personally, I should be lost in it. Again, the success of the Yeoman  [sic] – which is a step in the direction of serious opera – has not been so convincing as to warrant us in assuming that the public want something more earnest still. »

Le 12 mars, Sullivan répondit : « J'ai perdu le goût d'écrire des opéras-comiques et j'ai de très sérieux doutes quant à mon pouvoir de le faire... Vous dites que dans un opéra sérieux, vous devez plus ou moins vous sacrifier. Je dis que c'est exactement ce que j'ai fait dans toutes nos pièces communes et, qui plus est, je dois continuer à le faire dans l'opéra-comique pour qu'il réussisse ».
Une série de lettres de plus en plus acrimonieuses suivent au cours des semaines suivantes, Sullivan fixant de nouvelles conditions de collaboration et Gilbert insistant sur le fait qu'il s'était toujours mis en quatre pour se conformer aux exigences musicales du compositeur. Gilbert a tenté d'encourager son collaborateur :

« You say that our operas are Gilbert's pieces with music added by you.... I say that when you deliberately assert that for 12 years you, incomparably the greatest English musician of the age – a man whose genius is a proverb wherever the English tongue is spoken – a man who can deal en prince with operatic managers, singers, music publishers and musical societies – when you, who hold this unparalleled position, deliberately state that you have submitted silently and uncomplainingly for 12 years to be extinguished, ignored, set aside, rebuffed, and generally effaced by your librettist, you grievously reflect, not upon him, but upon yourself and the noble art of which you are so eminent a professor. »

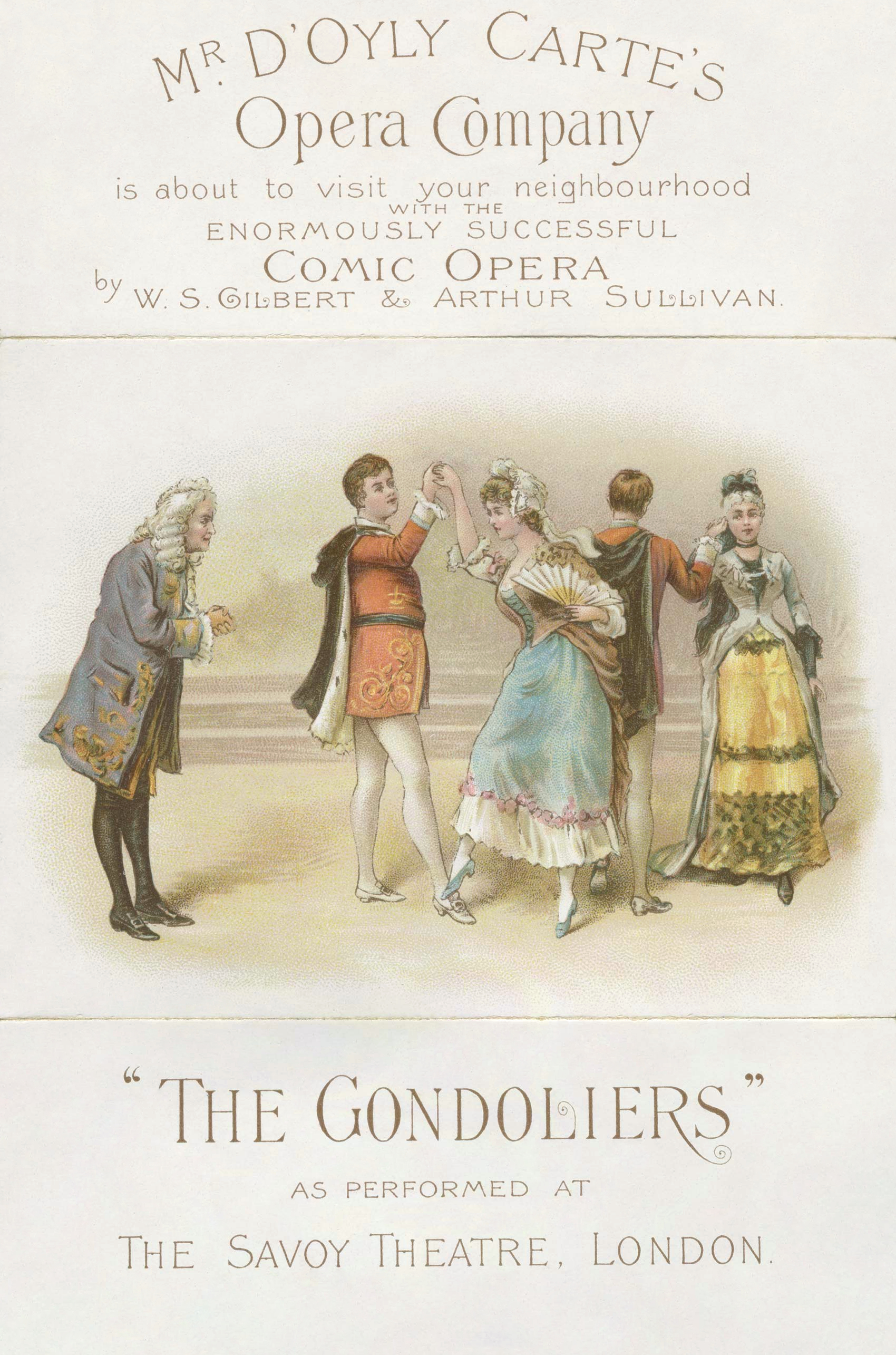
La scène de la gavotte : Publicité vers 1890 pour une compagnie itinérante de la Compagnie d'Opéra D'Oyly Carte.

Gilbert propose un compromis que Sullivan accepta finalement : le compositeur écrira un opéra léger pour le Savoy et un grand opéra (Ivanhoe) pour un nouveau théâtre que Carte construisait à cet effet. L'acceptation de Sullivan était accompagnée de la condition que « nous sommes entièrement d'accord sur le sujet ». Gilbert a suggéré un opéra basé sur une troupe théâtrale, ce que Sullivan a rejeté (même si une version de celui-ci serait ressuscitée en 1896 sous le titre Le Grand-Duc ), mais il a accepté une idée « lié à Venise et la vie vénitienne, et cela me semblait avoir de grandes chances d'avoir un couleur brillante et musicale. Ne pourrais-tu pas développer cela avec quelque chose que nous pourrions tous les deux trouver chaleureux et enthousiasmant et ainsi me donner un sujet qui (comme The Mikado et Patience) pourrait nous intéresser tous les deux... ? ».
Gilbert se met à travailler sur le nouveau livret au début de l'été 1889 et, au milieu de l'été, Sullivan avait commencé à composer l'acte I. Gilbert fournit à Sullivan des paroles alternatives pour de nombreux passages, permettant au compositeur de choisir celles qu'il préférait. Le long numéro d'ouverture (plus de quinze minutes de musique continue) était l'idée du librettiste et a donné à Sullivan l'occasion d'établir l'ambiance de l'œuvre à travers la musique. Les costumes ont été conçus par Percy Anderson et les décors par Hawes Craven, avec une chorégraphie de Willie Warde.
Ils travaillèrent tout l'été et l'automne, jusqu'au début réussie du 7 décembre 1889. Les comptes rendus de presse étaient presque entièrement favorables et l'opéra a connu une diffusion plus longue que n'importe laquelle de leurs autres œuvres communes, à l'exception de H.M.S. Pinafore, Patience et The Mikado . L'ancien collaborateur de Sullivan sur Cox and Box (et éditeur de Punch), F.C. Burnand, a écrit : « Magnificento !... Je vous envie vous et W.S.G. d'être capables de placer une pièce comme celle-ci sur scène d'une manière aussi complète ».

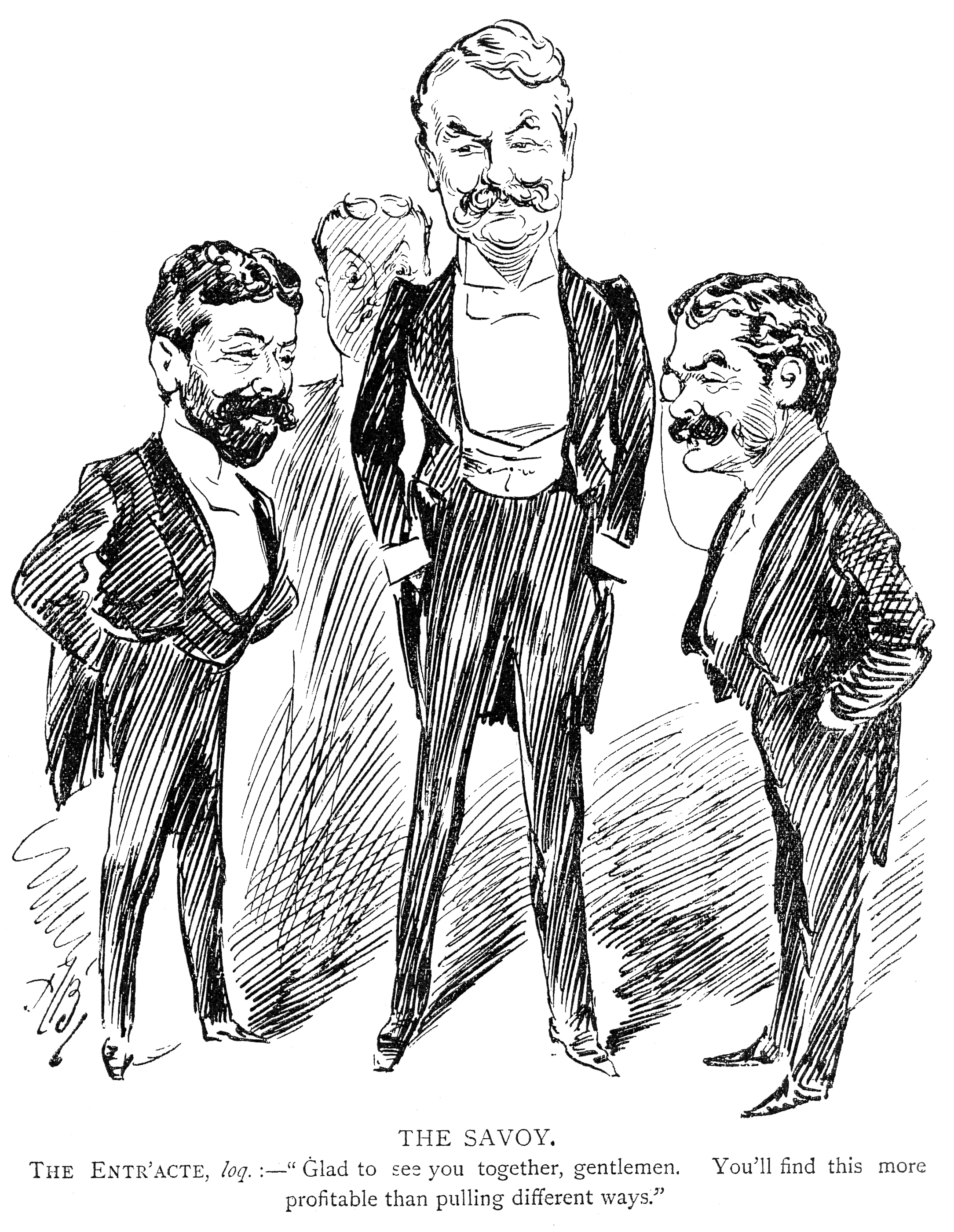
L' Entr'acte exprime son plaisir que Gilbert et Sullivan soient réunis.

- Le duc de Plaza-Toro, grand d'Espagne (baryton comique)
- Luiz, son accompagnateur (baryton lyrique ou ténor)
- Don Alhambra del Bolero, le Grand Inquisiteur d'Espagne (baryton-basse)
- Marco Palmieri, gondolier vénitien (ténor)
- Giuseppe Palmieri, gondolier vénitien (baryton)
- Antonio, gondolier vénitien (baryton)
- Francesco, gondolier vénitien (ténor)
- Giorgio, gondolier vénitien (basse)
- Annibale, gondolier vénitien (rôle parlant/chœur)
- La duchesse de la Plaza-Toro (contralto)
- Casilda, sa fille (soprano)
- Gianetta, Contadina (soprano)
- Tessa, Contadina (mezzo-soprano)
- Fiametta, Contadina (soprano)
- Vittoria, Contadina (mezzo-soprano)
- Giulia, Contadina (mezzo-soprano ou soprano)
- Inès, la mère adoptive du roi (contralto)
- Chœur des Gondoliers et Contadine, Hommes d'Armes, Hérauts et Pages

## Argument

### Acte I
La scène s'ouvre à Venise avec 24 paysannes déclarant leur amour passionné pour deux gondoliers, Marco et Giuseppe Palmieri. Ces deux gondoliers sont si galants et d'une beauté virile sans égal que les jeunes filles attendent qu'ils choisissent leurs épouses avant de pouvoir envisager d'autres prétendants. Un grand groupe de joyeux gondoliers entre en disant qu'ils adorent les filles, mais les dames expliquent que les deux frères doivent d'abord choisir. Lorsque les frères Palmieri entrent, les dames leur offrent des fleurs. Les deux gondoliers proposent aimablement de choisir leurs épouses dans une partie d'aveugle. Cependant, ils semblent tricher en jetant un coup d’œil sous leurs bandeaux. Finalement, parmi la foule des jeunes filles, Giuseppe choisit Tessa et Marco choisit Gianetta – "Juste la fille que je voulais !" (bien que les deux proposent ensuite poliment de changer de fille). Tous partent pour aller à l'église pour le double mariage.
Sa Grâce le duc de la Plaza Toro (comte Matadoro, baron Picadoro), Sa Grâce la duchesse, leur belle fille Casilda et leur batteur Luiz arrivent maintenant à Venise en provenance d'Espagne. Ils sont venus rencontrer Don Alhambra del Bolero, le Grand Inquisiteur d'Espagne. Alors que Luiz va annoncer la présence du duc, le duc et la duchesse révèlent à leur fille un secret qu'ils gardent depuis vingt ans – alors qu'elle n'avait que six mois, elle était mariée au fils en bas âge et héritier du roi de Barataria. Elle est indignée, car l'union s'est déroulée sans son consentement. Le jeune prince fut emmené de chez lui par le Grand Inquisiteur, après que le roi de Barataria soit devenu un méthodiste wesleyen « du type le plus sectaire et le plus persécuteur », et emmené à Venise. Le roi de Barataria a récemment été tué lors d'une insurrection et le prince caché est désormais roi. En tant qu'épouse du nouveau roi, Casilda est désormais la reine régnante de Barataria, et ses parents l'ont amenée à rencontrer le Grand Inquisiteur pour la présenter à son mari. Mais on découvre bientôt que Casilda est secrètement amoureuse de Luiz. Restée seule ensemble, elle lui raconte son mariage naissant, et ils se résignent à une vie à jamais séparée, avec seulement leurs heureux souvenirs pour les réconforter.
Lorsque le Grand Inquisiteur arrive, il explique que le prince a été élevé incognito par Baptisto Palmieri, un humble gondolier, qui avait lui-même un jeune fils à peu près du même âge. Le gondolier était un ivrogne et a finalement oublié quel garçon était son propre fils et quel garçon était le prince de Barataria. Les deux garçons (Marco et Giuseppe) ont grandi et sont désormais eux-mêmes gondoliers. Heureusement, la nourrice qui s'occupait du petit prince (et qui se trouve être la mère de Luiz) vit désormais dans les montagnes, mariée à "un brigand très respectable". Don Alhambra dit qu'il l'a localisée et qu'elle pourra révéler lequel des deux gondoliers est le prince perdu. Dans le cas contraire, dit-il, « alors l’influence persuasive de la chambre de torture lui rafraîchira la mémoire ».
Dans la scène suivante, les deux gondoliers ont épousé Tessa et Gianetta, et alors qu'ils vantent les vertus du mariage, Don Alhambra arrive et les informe que l'un d'eux est le roi de Barataria, mais personne ne sait lequel. Bien qu'ils soient républicains, les gondoliers et leurs nouvelles épouses sont ravis et acceptent de se rendre immédiatement à Barataria, agissant comme un seul individu jusqu'à ce que le véritable roi soit identifié. Le Grand Inquisiteur leur dit cependant que les dames ne sont admises que lorsque le véritable roi est identifié, et que chaque couple peut alors être réuni. Le Grand Inquisiteur oublie de mentionner que le roi est marié à Casilda, craignant que cela n'amène les hommes à refuser de quitter leurs nouvelles épouses. Alors que les deux épouses imaginent ce que ce sera d'être reine, leurs amis entrent, et Marco et Giuseppe annoncent leur découverte et promettent de régner à la manière républicaine. Ils annoncent que dans leur royaume, "Tous seront égaux" et créeront de nouveaux postes tels que "le Seigneur Grand Cocher sur la Boîte, le Seigneur Haut Vagabond dans les Stocks". Tous les hommes embarquèrent ensuite pour Barataria, laissant leurs femmes à Venise.

### Acte II
A Barataria, les gondoliers-courtiers apprécient tous de vivre sous "une monarchie tempérée par l'égalité républicaine". Marco et Giuseppe effectuent tous les travaux autour du palais depuis trois mois – c'est le privilège de la royauté ! Ils sont assez satisfaits de cet arrangement, sauf qu'ils craignent de devoir partager une seule portion de rations entre eux deux, et que leurs femmes leur manquent. Bientôt, cependant, toutes les dames arrivent, après avoir risqué le long voyage en mer depuis Venise – elles ne supportent plus la séparation. Dans leur ravissement, les couples réunis organisent un magnifique banquet et une danse (une cachucha).

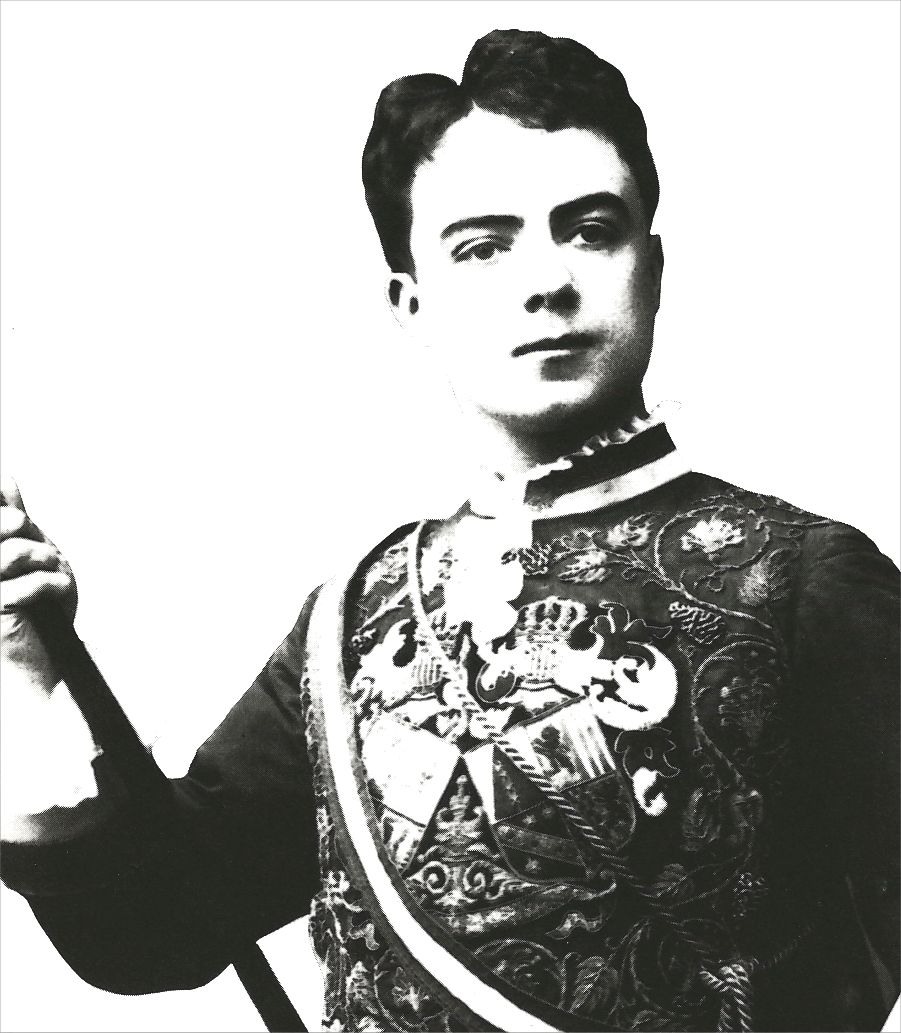
Pounds dans le rôle de Marco, Acte II.

Le Grand Inquisiteur arrive au bal et constate que les gondoliers républicains ont promu tout le monde à la noblesse. Il explique qu'il doit y avoir une distinction entre les roturiers et ceux de haut rang, avertissant que "quand tout le monde est quelqu'un, alors personne n'est personne ". Il annonce ensuite que l'un des gondoliers a épousé Casilda lorsqu'il était bébé et qu'il est donc un bigame involontaire. Les gondoliers tentent de consoler leurs épouses, qui découvrent avec désarroi qu'aucune d'elles ne sera reine et que l'une d'elles a épousé quelqu'un qui l'est déjà.
Le duc et la duchesse de la Plaza Toro arrivent bientôt avec la belle Casilda. Ils sont désormais habillés avec style et le duc explique comment il a été sollicité par le public en vertu de la loi sur les sociétés à responsabilité limitée et comment ils gagnent désormais très bien leur vie. Consterné, cependant, par le manque de pompe et de cérémonie avec laquelle ils furent reçus, il tente d'éduquer les deux monarques à un comportement royal approprié. Après une leçon d'étiquette, les deux frères Palmieri se retrouvent seuls avec Casilda. Elle accepte d'être une épouse obéissante, mais les avertit qu'elle est « follement amoureuse de quelqu'un d'autre ». Saisissant cette opportunité, les deux hommes présentent leurs épouses. Les trois dames et les deux hommes chantent en quintette leur situation difficile sans précédent.
Don Alhambra fait venir la nourrice qui avait soigné le jeune prince de Barataria il y a vingt ans. Elle révèle que lorsque le Grand Inquisiteur est venu voler le prince, elle l'avait loyalement caché et avait donné à Don Alhambra son propre jeune fils à la place. Ainsi, le roi n'est ni Marco ni Giuseppe, mais son propre fils, Luiz. Cela résout les enchevêtrements romantiques à la satisfaction de tous. Casilda découvre qu'elle est déjà mariée à l'homme qu'elle aime, Luiz. Les deux gondoliers cèdent leur couronne à Luiz et, bien qu'un peu déçus de ne pas être roi, ils peuvent retourner heureux à Venise avec leurs épouses. Il y a une danse finale pour toute la compagnie, reprenant le duo des gondoliers de l'acte I et la cachucha.

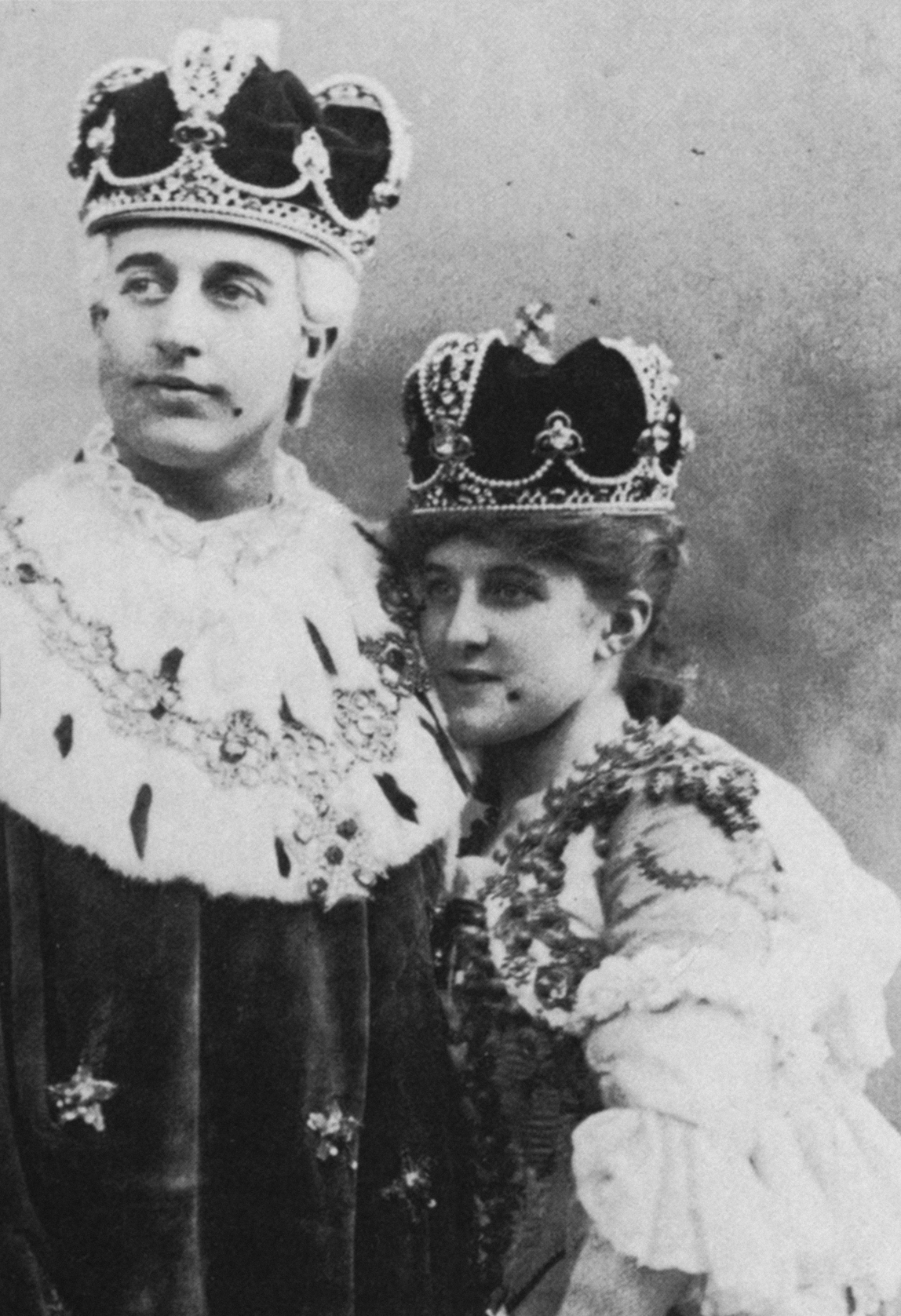
Wallace Brownlow et Decima Moore dans le rôle de Luiz et Casilda

## Productions
Les Gondoliers furent immédiatement un succès à Londres, jouant pendant 554 représentations, la quatrième plus longue de la série (après The Mikado, HMS Pinafore et Patience ). Il a rapporté plus d'argent que n'importe quel autre opéra savoyard dans sa diffusion originale. 20 000 exemplaires de la partition publiée ont été vendus dès la publication, et plus de 70 000 exemplaires de divers arrangements ont été vendus en quelques jours. La compagnie « E » de D'Oyly Carte monta la première production provinciale le 19 février 1890 à Preston. Dès lors, il ne fut jamais absent du répertoire des tournées jusqu'à ce qu'il soit omis des deux dernières saisons (septembre 1980-février 1982) avant la fermeture de la D'Oyly Carte Opera Company . Percy Anderson a actualisé ses créations de costumes originales en 1917, 1919 et 1928.
L'opéra s'en sort moins bien à New York. Il a ouvert ses portes au New Park Theatre le 7 janvier 1890 et a été immédiatement filmé. Gilbert "a refusé d'approuver [sic]   la société l'a envoyé à New York... parce qu'il considérait la société comme une entreprise « de zéro ». »  Carte est venue à New York pour enquêter et a fermé la production le 13 février. Il a remplacé la plupart des acteurs et a remonté la production au Palmer's Theatre le 18 février. Cependant, le mal était fait et la production n’a duré que 103 représentations au total. La presse new-yorkaise a surnommé l'opéra « les dollars disparus ». La première production sur le continent européen fut donnée au Theater an der Wien de Vienne (sous le nom de Die Gondoliere) le 20 septembre 1890. En Australie, sa première représentation autorisée eut lieu le 25 octobre 1890 au Princess Theatre de Melbourne, produite par JC Williamson.
Une nouvelle production, avec de nouveaux décors et costumes conçus par Charles Ricketts, fut préparée pour l'ouverture du Théâtre Savoy rénové le 21 octobre 1929. Le critique Ernest Newman a écrit : « C'était un trait subtil d'ouvrir avec Les Gondoliers ; il y a une richesse particulière de sang dans la musique de cette œuvre qui rend le nouveau théâtre et les nouvelles créations et robes de M. Charles Ricketts particulièrement appropriés. " La représentation était dirigée par Malcolm Sargent et la seule loge du théâtre était occupée par Lady Gilbert. Peter Goffin a conçu de nouveaux décors de tournée en 1957  et une autre nouvelle production notable a été mise en scène par la compagnie en 1958 au Princes Theatre avec des décors et des costumes de Goffin,. En 1967, de nouveaux costumes sont conçus par Luciana Arrighi, avec de nouveaux décors par John Stoddart.
La première production professionnelle non-D'Oyly Carte au Royaume-Uni a été donnée par le Scottish Opera le 12 décembre 1968, avec Ian Wallace dans le rôle du duc. Il y eut également une production du New Sadler's Wells Opera en février 1984, avec John Fryatt dans le rôle du duc et Donald Adams dans le rôle de Don Alhambra. Une adaptation de l'opéra sur le thème de la mafia, par John Doyle et Sarah Travis, a été donnée au Watermill Theatre et transférée au Apollo Theatre du West End en 2001. La production a utilisé la vanité caractéristique de Doyle selon laquelle les acteurs jouent de leurs propres instruments d'orchestre.
Le tableau suivant présente l'histoire des productions D'Oyly Carte à Londres et à New York du vivant de Gilbert :

## Casting historique
Les tableaux suivants montrent les distributions des principales premières productions et le répertoire des tournées de la D'Oyly Carte Opera Company à différents moments jusqu'à la fermeture de la compagnie en 1982. Les rôles d'Ottavio et du Drummer Boy n'ont été crédités que dans la production originale. Des substitutions de casting notables sont présentées pour la première production new-yorkaise ; sinon, seuls les castings de la première nuit sont diffusés.
| Role                   | Savoy Theatre 1889     | New Park Theatre 1890         | Savoy Theatre 1898     | Savoy Theatre 1907     | Savoy Theatre 1909     |
| ---------------------- | ---------------------- | ----------------------------- | ---------------------- | ---------------------- | ---------------------- |
| Duke                   | Frank Wyatt            | George Temple                 | William Elton          | Charles H. Workman     | Charles H. Workman     |
| Luiz                   | Wallace Brownlow       | Arthur Marcel                 | Jones Hewson           | Alec Johnstone         | Leo Sheffield          |
| Don Alhambra           | W. H. Denny            | John A. Muir                  | Walter Passmore        | John Clulow            | Rutland Barrington     |
| Marco                  | Courtice Pounds        | Richard Clarke                | Charles Kenningham     | Pacie Ripple           | Henry Herbert          |
| Giuseppe               | Rutland Barrington     | Duncan Barrington             | Henry Lytton           | Richard Green          | Henry Lytton           |
| Antonio                | A. Medcalf             | Helier Le Maistre             | Leonard Russell        | Overton Moyle          | Fred Hewett            |
| Francesco              | Charles Rose           | Mr. McCarthy                  | Cory James             | Henry Burnand          | Ernest Leeman          |
| Giorgio                | George de Pledge       | Alec Lee                      | H. G. Gordon           | Tom Redmond            | Cecil Curtis           |
| Annibale               | J. Wilbraham           | Percy Charles                 | Charles Childerstone   | Leo Sheffield          | A. Laurence Legge      |
| Ottavio                | Charles Gilbert        | role eliminated               | role eliminated        | role eliminated        | role eliminated        |
| Drummer Boy            | Arthur Mansfield       | role eliminated               | role eliminated        | role eliminated        | role eliminated        |
| Duchess                | Rosina Brandram        | Kate Talby                    | Rosina Brandram        | Louie René             | Louie René             |
| Casilda                | Decima Moore           | Agnes McFarland               | Ruth Vincent           | Marie Wilson           | Dorothy Court          |
| Gianetta               | Geraldine Ulmar        | Esther Palliser/Nita Carritte | Emmie Owen             | Lilian Coomber         | Elsie Spain            |
| Tessa                  | Jessie Bond            | Mary Duggan                   | Louie Henri            | Jessie Rose            | Jessie Rose            |
| Fiametta               | Nellie Lawrence        | A. Watts                      | Ethel Jackson          | Violette Londa         | Ethel Lewis            |
| Vittoria               | Annie Cole             | Miss Sadger                   | Jessie Rose            | Norah McLeod           | Beatrice Boarer        |
| Giulia                 | Norah Phyllis          | Grace Pyne                    | Madge Moyse            | Clara Dow              | Adrienne Andean        |
| Inez                   | Annie Bernard          | Marie Rochfort                | Jessie Pounds          | Ethel Morrison         | Amy Royston            |
| Role                   | D'Oyly Carte 1920 Tour | D'Oyly Carte 1930 Tour        | D'Oyly Carte 1939 Tour | D'Oyly Carte 1945 Tour | D'Oyly Carte 1951 Tour |
| Duke                   | Henry Lytton           | Henry Lytton                  | Martyn Green           | Grahame Clifford       | Martyn Green           |
| Luiz                   | Sydney Granville       | John Dean                     | Richard Dunn           | Herbert Garry          | Henry Goodier          |
| Don Alhambra           | Leo Sheffield          | Sydney Granville              | Sydney Granville       | Richard Walker         | Richard Watson         |
| Marco                  | Derek Oldham           | Charles Goulding              | John Dudley            | John Dean              | Leonard Osborn         |
| Giuseppe               | Frederick Hobbs        | Leslie Rands                  | Leslie Rands           | Leslie Rands           | Alan Styler            |
| Antonio                | Harry Arnold           | Richard Walker                | Richard Walker         | Wynn Dyson             | Peter Pratt            |
| Francesco              | J. W. Turnbull         | Herbert Aitken                | Leonard Osborn         | C. William Morgan      | Thomas Hancock         |
| Giorgio                | Allen Morris           | L. Radley Flynn               | L. Radley Flynn        | L. Radley Flynn        | L. Radley Flynn        |
| Annibale               | Hugh Enes Blackmore    | T. Penry Hughes               | T. Penry Hughes        | Hilton Layland         | Stanley Youngman       |
| Duchess                | Bertha Lewis           | Bertha Lewis                  | Evelyn Gardiner        | Ella Halman            | Ella Halman            |
| Casilda                | Sylvia Cecil           | Winifred Lawson               | Margery Abbott         | Margery Abbott         | Margaret Mitchell      |
| Gianetta               | Elsie Griffin          | Sylvia Cecil                  | Helen Roberts          | Helen Roberts          | Muriel Harding         |
| Tessa                  | Nellie Briercliffe     | Nellie Briercliffe            | Marjorie Eyre          | Marjorie Eyre          | Joan Gillingham        |
| Fiametta               | Elsie Chantler         | Sybil Gordon                  | Marjorie Flinn         | Ann Nicholson          | Enid Walsh             |
| Vittoria               | Winifred Downing       | Beatrice Elburn               | Ivy Sanders            | Ivy Sanders            | Ceinwen Jones          |
| Giulia                 | Winifred Williamson    | Murielle Barron               | Maysie Dean            | Laura Crombie          | Joyce Wright           |
| Inez                   | Anna Bethell           | Marguerite Hylder             | Ella Halman            | Caryl Fane             | Caryl Fane             |
| D'Oyly Carte 1959 Tour | D'Oyly Carte 1968 Tour | D'Oyly Carte 1975 Tour        | D'Oyly Carte 1980 Tour |                        |                        |
| Duke                   | Peter Pratt            | John Reed                     | John Reed              | James Conroy-Ward      |                        |
| Luiz                   | John Fryatt            | Philip Potter                 | Colin Wright           | Harold Sharples        |                        |
| Don Alhambra           | Kenneth Sandford       | Kenneth Sandford              | Kenneth Sandford       | Kenneth Sandford       |                        |
| Marco                  | Thomas Round           | Ralph Mason                   | Meston Reid            | Meston Reid            |                        |
| Giuseppe               | Alan Styler            | Thomas Lawlor                 | Michael Rayner         | Peter Lyon             |                        |
| Antonio                | John Reed              | Howard Williamson             | James Conroy-Ward      | Alan Spencer           |                        |
| Francesco              | Frederick Sinden       | David Young                   | Jeffrey Cresswell      | Barry Clark            |                        |
| Giorgio                | George Cook            | George Cook                   | John Broad             | Michael Buchan         |                        |
| Annibale               | John Reed              | Howard Williamson             | James Conroy-Ward      | Alistair Donkin        |                        |
| Duchess                | Ann Drummond-Grant     | Christene Palmer              | Lyndsie Holland        | Patricia Leonard       |                        |
| Casilda                | Jennifer Toye          | Valerie Masterson             | Julia Goss             | Evette Davis           |                        |
| Gianetta               | Jean Hindmarsh         | Susan Jackson                 | Pamela Field           | Barbara Lilley         |                        |
| Tessa                  | Joyce Wright           | Pauline Wales                 | Judi Merri             | Lorraine Daniels       |                        |
| Fiametta               | Mary Sansom            | Anne Sessions                 | Marjorie Williams      | Suzanne O'Keeffe       |                        |
| Vittoria               | Ceinwen Jones          | Marian Martin                 | Patricia Leonard       | Helene Witcombe        |                        |
| Giulia                 | Anne Sessions          | Julia Goss                    | Anne Egglestone        | Jane Stanford          |                        |
| Inez                   | Beti Lloyd-Jones       | Beti Lloyd-Jones              | Beti Lloyd-Jones       | Jill Pert              |                        |

## Réaction de la presse et du public
Leslie Baily note : « La qualité pétillante et champagne du livret a fait ressortir le Sullivan le plus gai, et le décor italien a suscité une réponse chaleureuse et méridionale de la part de ses propres ancêtres. The Graphic (14 décembre 1889) a souligné que la musique ne contient pas seulement un idiome anglais mais « le compositeur a emprunté à la France la majestueuse gavotte, à l'Espagne la cachucha andalouse, à l'Italie le saltarello et la tarentelle, et à Venise elle-même la barcarolle vénitienne ».
À propos de la contribution de Gilbert, l'Illustrated London News a rapporté : « M. W.S. Gilbert est revenu au Gilbert du passé, et tout le monde est ravi. Il est à nouveau lui-même. Le Gilbert des Bab Ballads, le Gilbert de la vanité fantaisiste, du cynisme inoffensif, satire subtile et paradoxe ludique ; le Gilbert qui a inventé sa propre école, qui y a été maître d'école et élève, qui n'a jamais enseigné que lui-même et qui ne risque jamais d'avoir d'imitateur – c'est le Gilbert que le public veut voyez, et voici le Gilbert qui, samedi soir, a été acclamé jusqu'à ce que le public soit las d'acclamer davantage ».
Il y a eu une représentation royale des Gondoliers pour la reine Victoria et la famille royale au château de Windsor le 6 mars 1891, la première représentation d'un opéra de Gilbert et Sullivan à être ainsi honorée et le premier divertissement théâtral à avoir lieu à Windsor depuis la mort de Prince Albert trente ans plus tôt.

## La querelle du tapis

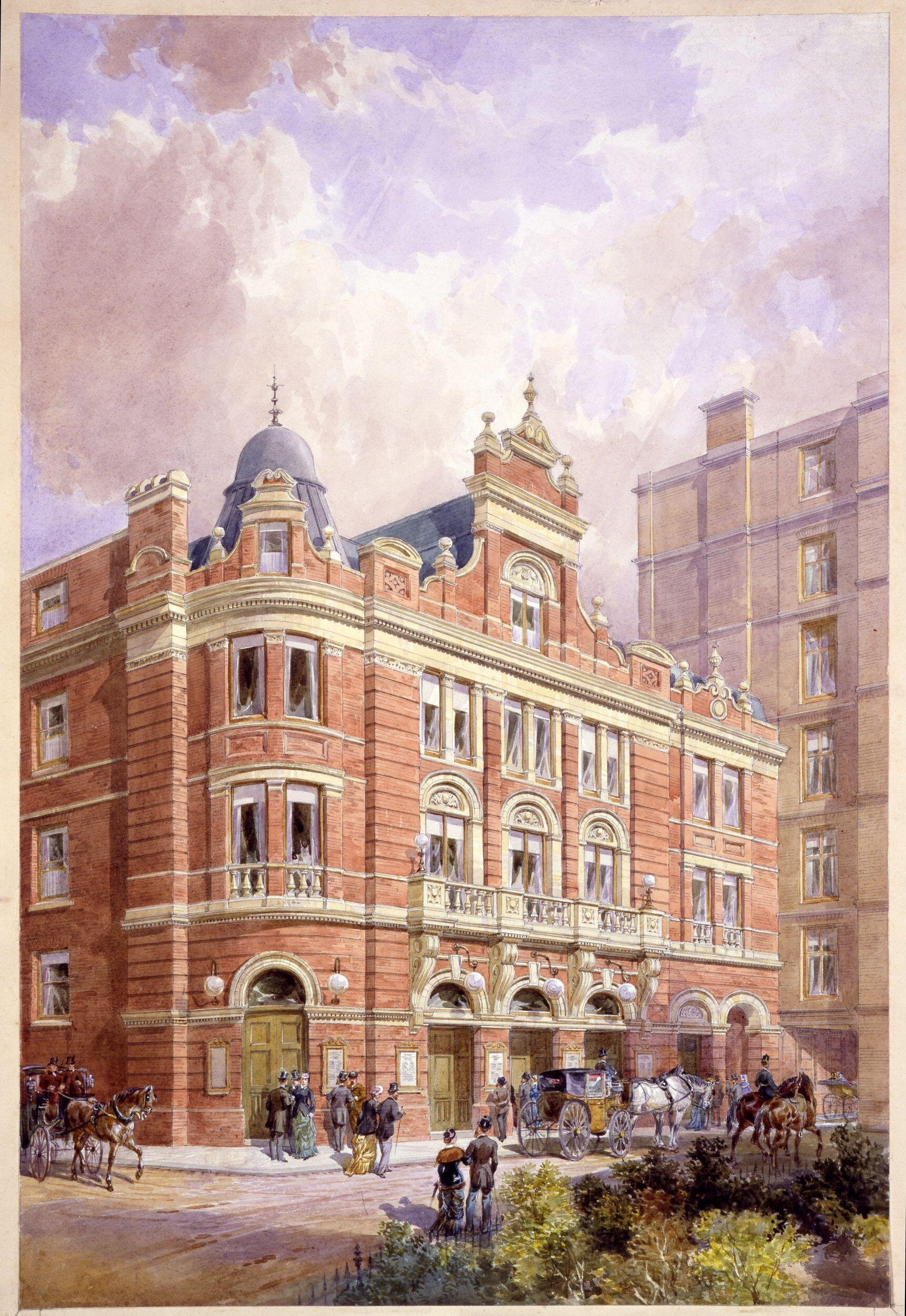
Théâtre Savoie, 1881

À l'exception de leur premier opéra, Richard D'Oyly Carte a produit tous les opéras de Gilbert et Sullivan et a construit le Savoy Theatre spécifiquement pour la production de leurs spectacles. Cependant, à plusieurs reprises au cours des années 1880, les relations entre Gilbert, Sullivan et Carte furent tendues.
En avril 1890, pendant la représentation des Gondoliers, Gilbert découvrit que les dépenses d'entretien du théâtre, y compris une nouvelle somme de 500 £ (
soit 55 433 £ en 2025), la moquette du hall d'entrée du théâtre, était à la charge du partenariat au lieu d'être supportée par Carte. Gilbert a confronté Carte, mais le producteur a refusé de reconsidérer les comptes. Gilbert sortit en trombe et écrivit à Sullivan : « Je lui ai laissé la remarque que c'était une erreur d'abattre l'échelle par laquelle il s'était élevé ». Helen D'Oyly Carte a écrit que Gilbert s'était adressé à Carte « d'une manière que je n'aurais pas dû penser que vous auriez utilisée envers un serviteur offensant ». Comme l’explique le chercheur Andrew Crowther :

« After all, the carpet was only one of a number of disputed items, and the real issue lay not in the mere money value of these things, but in whether Carte could be trusted with the financial affairs of Gilbert and Sullivan. Gilbert contended that Carte had at best made a series of serious blunders in the accounts, and at worst deliberately attempted to swindle the others. It is not easy to settle the rights and wrongs of the issue at this distance, but it does seem fairly clear that there was something very wrong with the accounts at this time. Gilbert wrote to Sullivan on 28 May 1891, a year after the end of the "Quarrel", that Carte had admitted "an unintentional overcharge of nearly £1,000 in the electric lighting accounts alone. »

Les choses se dégradent vite, Gilbert s'emporte avec ses partenaires et intente un procès contre Carte. Sullivan a soutenu Carte en faisant un affidavit déclarant par erreur qu'il y avait des frais juridiques mineurs en suspens à la suite d'une bataille que Gilbert a eue en 1884 avec Lillian Russell alors qu'en fait, ces frais avaient déjà été payés. Lorsque Gilbert a découvert cela, il a demandé la rétractation de l'affidavit ; Sullivan a refusé. Gilbert se sentait trahi. Sullivan sentait que Gilbert remettait en question sa bonne foi, et Sullivan avait d'autres raisons de rester dans les bonnes grâces de Carte : Carte construisait un nouveau théâtre, le Royal English Opera House (maintenant le Palace Theatre ), pour produire le seul grand opéra de Sullivan, Ivanhoe. Après la fermeture des Gondoliers en 1891, Gilbert retira les droits d'exécution de ses livrets, jurant de ne plus écrire d'opéras pour le Savoy.
L'action en justice agressive, bien que réussie, de Gilbert avait aigri Sullivan et Carte. Mais le partenariat avait été si fructueux que Carte a finalement cherché à réunir le dramaturge et le compositeur. Après de nombreuses tentatives infructueuses de Carte et de sa femme, Gilbert et Sullivan se sont réunis grâce aux efforts de leur éditeur de musique, Tom Chappell. En 1893, ils produisent leur avant-dernière collaboration, Utopia, Limited, mais The Gondoliers s'avéreront être le dernier grand succès de Gilbert et Sullivan. Utopia ne fut qu'un modeste succès, et leur dernière collaboration, Le Grand-Duc, en 1896, fut un échec. Après cela, les deux n’ont plus jamais collaboré.

## Remarques
1. 1 2  Jacobs, p. 287
2. ↑  Jacobs, p. 288
3. ↑  Jacobs, p. 291
4. ↑  Jacobs, p. 294
5. ↑  "A Tonic to the Imagination" (Anderson's costume designs on display at the Harry Ransom Center collection), The University of Texas at Austin, retrieved 26 May 2012
6. 1 2 3 4 5  Rollins and Witts, Appendix, p. VIII
7. ↑  Savoy Theatre programme, The Gondoliers, 7 December 1889. The playbill states: "The dances arranged by Mr Warde (by permission of M. Marius)". At that time, Warde was appearing at the Avenue Theatre under contract to Marius. See The Era, 14 December 1889, p. 8.
8. 1 2  Baily, p. 344
9. ↑  In Don Quixote, Sancho becomes the governor of an island called Barataria
10. ↑  Dark and Grey, p. 115
11. ↑  Rollins and Witts, p. 75
12. ↑  « Are Gilbert and Sullivan Out? », The New York Times,‎ 14 janvier 1890 (lire en ligne, consulté le 8 septembre 2007)
13. ↑  Prestige, Colin. "D'Oyly Carte and the Pirates", a paper presented at the International Conference of G&S held at the University of Kansas, May 1970, p. 147.
14. ↑  Baily, p. 347.
15. ↑  Gänzl, p. 384
16. ↑  Programme with photos of the new theatre and productions
17. ↑  "New Scenery and Costumes" for The Gondoliers 1958, The Sphere, 27 December 1958, reprinted at The Gilbert and Sullivan Archive (2008)
18. ↑  "Victorian look for Gondoliers", The Times, 4 December 1967, p. 9
19. 1 2  Gänzl, p. 385
20. ↑  Baily, p. 342
21. ↑  Baker, Anne Pimlott. "Moore, (Lilian) Decima (1871–1964)", Oxford Dictionary of National Biography, Oxford University Press, September 2004, retrieved 12 February 2009
22. 1 2 3 4 5  Crowther, « The Carpet Quarrel Explained », The Gilbert and Sullivan Archive, 13 août 2018 (consulté le 10 octobre 2021)
23. ↑  Stedman, p. 270
24. 1 2 3  "Why did Gilbert and Sullivan quarrel over a carpet?", Classical Music, 26 August 2020
25. ↑  Ainger, pp. 312–316
26. 1 2  Shepherd, Marc. "Introduction: Historical Context", The Grand Duke, p. vii, New York: Oakapple Press, 2009. Linked at The Gilbert and Sullivan Archive, retrieved 7 July 2009.
27. ↑  John Wolfson, Final curtain: The last Gilbert and Sullivan Operas, London, Chappell in association with A. Deutsch, 1976  (ISBN 0-903443-12-0), p. 7